# Wong (cómic)
Wong es un personaje que aparece en los cómics estadounidensespublicados por Marvel Comics. Es el ayuda de cámara del Doctor Strange, el Hechicero Supremo de la Tierra. Wong apareció por primera vez en el cómic Strange Tales #110 (julio de 1963) pero no fue nombrado hasta Strange Tales #119 (abril de 1964). En la miniserie de 2006 Dr. Strange: the Oath, se reveló que Wong proviene de una familia de monjes que viven en Kamar-Taj.
El personaje fue interpretado por Clyde Kusatsu en la película para televisión de 1978, Dr. Extraño. Benedict Wong interpreta al personaje en las películas del universo cinematográfico de Marvel Doctor Strange (2016), Avengers: Infinity War (2018), Avengers: Endgame (2019), Shang-Chi y la leyenda de los Diez Anillos (2021), Spider-Man: No Way Home (2021) y Doctor Strange en el multiverso de la locura (2022); también lo interpreta en la serie de televisión She-Hulk: Attorney at Law (2022) y la serie animada What If...? (2021).

## Historial de publicaciones
Wong debutó en Strange Tales #110 (julio de 1963), creado por Stan Lee y Steve Ditko. Apareció en la miniserie de 2006 Dr. Strange: the Oath.

## Biografía ficticia del personaje
Wong es el descendiente y se parece a Kan, un monje chino que vivió aproximadamente mil años atrás y que era un estudiante de lo oculto. Kan también era un maestro y un sanador, y aunque su orden de monjes estaba dedicada a los caminos de la paz, también era un hábil guerrero que peleaba cuando era necesario. 
Un día, Kan descubrió un templo extraño. Al explorarlo, Kan fue atraído contra su voluntad a través de un espejo negro místico hacia un reino de otra dimensión. Allí Kan conoció a Jehan, rey de Siridar, su hermana, la princesa Shialmar, y su mago de la corte, Vung, el que había lanzado el hechizo que atravesaba Kan a través del espejo. Jehan persuadió a Kan de liderar a su pueblo en una guerra contra los Reyes Magos que gobernaban este reino de otras dimensiones. Kan aceptó hacerlo. Durante su tiempo en este reino, Kan y Shialmar se enamoraron el uno del otro.
Finalmente Kan lideró sus fuerzas para completar la victoria sobre las fuerzas de los Reyes Magos, y todos menos uno de los Reyes Magos fueron asesinados. Pero Kan no se dio cuenta de que era un peón en los planes secretos de Vung. Vung capturó tanto a Kan como a Shialmar y se preparó para sacrificarlos a la raza demoníaca a la que sirvió en secreto, los N'Garai. Shialmar le ofreció a los N'Garai su propia alma a cambio de poder. Los N'garai obedecieron, transformando a Shialmar en el Shadowqueen, una hechicera de gran poder místico casi incapaz de amar. Los Shadowqueen mataron a Vung y enviaron a Kan de vuelta a China.
De vuelta en la Tierra, Kan volvió a la vida de un sacerdote. Kan lamentó profundamente ayudar a Vung a derrotar a los Reyes Magos y trató de expiarlo dedicando su vida y las de sus descendientes varones primogénitos al servicio de místicos que sirven a las fuerzas del bien. Desde entonces, los machos primogénitos de la familia de Wong han continuado con esta tradición. Durante las diez generaciones anteriores a la de Wong, los primogénitos han servido al Anciano, el antiguo Hechicero Supremo de la dimensión de la Tierra. El último de los miembros de la familia de Wong que sirvió al Anciano fue el padre de Wong, Hamir el Ermitaño, que permaneció con el Anciano hasta el momento de la muerte de este último.
Wong nació en Kamar-Taj, el hijo primogénito de Hamir, y así su vida estuvo dedicada al Anciano desde la más tierna infancia. Cuando Wong tenía cuatro años, Hamir lo presentó al Anciano. Posteriormente, Wong fue enviado a un monasterio remoto para convertirse en un estudiante de las artes marciales y místicas de Kamar-Taj, y recibir capacitación sobre cómo servir a un maestro hechicero. A los parientes de Wong se les permitió visitarlo en ocasiones. Poco antes del décimo cumpleaños de Wong, Hamir llevó a una joven pareja al monasterio para visitar a Wong e hizo un pacto de matrimonio con ellos, desposando a Wong con su hija aún no nacida. Durante su entrenamiento en el monasterio, Wong dominó ciertas artes marciales orientales. Sigue siendo muy hábil en las artes marciales, aunque desde que se convirtió en un sirviente, ya no los practica tanto como lo hizo una vez.
Cuando Wong llegó a la edad adulta, el Anciano lo envió a los Estados Unidos para convertirse en un servidor de su discípulo, el Doctor Stephen Strange. Wong fue el primer miembro de su familia en venir a Estados Unidos. Wong ahora ha servido a Strange leal y bien durante muchos años. Durante ese tiempo Strange ha sucedido al Anciano como Hechicero Supremo de la dimensión de la Tierra.
La secretaria de Strange, Sara Wolfe, se sintió fuertemente atraída por Wong, quien comenzó a intercambiar sus sentimientos. Sin embargo, Wong puso fin a lo que podría haber llegado a ser un romance con Wolfe cuando se le notificó que Imei Chang, la mujer con quien estaba comprometido, por fin había llegado a la mayoría de edad para casarse. Actualmente, Imei Chang vive en la ciudad de Nueva York, y la relación entre Wong e Imei parece estar funcionando bien.
Wong fue convertido en vampiro por Drácula; fue pronto restaurado a la humanidad por el Doctor Strange. Wong más tarde fue secuestrado por hechiceros de otras dimensiones en el reino que todavía estaba gobernado por el Shadowqueen. El Doctor Strange siguió a Wong allí y lo rescató de la mazmorra de Shadowqueen. Wong ayudó a Strange a luchar contra los Shadowqueen, que finalmente perecieron. Wong fue atacado por un demonio N'Garai.
Wong y la empática Topaz, fueron secuestrados en otro planeta por el hechicero alienígena, Urthona, cuando este utilizó sus poderes mágicos para robar la casa del Doctor Strange y los talismanes místicos y libros que contenía. Urthona incluso mutiló brutalmente la cara de Wong mientras lo mantenía prisionero. Strange derrotó a Urthona y rescató a Wong y Topaz. De vuelta en la Tierra, Topaz usó sus poderes curativos para restaurar la cara de Wong a la normalidad. 
Para rescatar a Wong y Topaz, Strange había encontrado que era necesario desatar fuerzas místicas que, según creía, destruyeron los talismanes místicos y los libros que Urthona había robado, impidiendo así que Urthona los usara con propósitos malvados. (En realidad desconocidos para Strange, los libros y talismanes no fueron destruidos sino que fueron eliminados por la entidad mística, Agamotto.) La desaparición de estos talismanes de la dimensión de la Tierra rompió hechizos antiguos sosteniendo varias amenazas místicas bajo control. 
Strange posteriormente lanzó un hechizo que causó que la población del mundo, incluidos Wong y Sara Wolfe, lo creyeran muerto. Como resultado, Wong y Wolfe percibieron a Strange como un hombre llamado Stephen Sanders. Strange convirtió a Wong y Wolfe en administradores conjuntos y codirectores del Instituto Memorial Metaphysical de Stephen Strange, una institución de investigación sobre el ocultismo. Strange entonces se embarcó en una larga búsqueda durante la cual logró derrotar varias de las amenazas que la desaparición de los talismanes había desencadenado, sobre todo Shuma-Gorath.
Tras la derrota de Shuma-Gorath, Strange regresó a Nueva York y liberó a Wong y Sara Wolfe de su hechizo. Al darse cuenta de que Strange no estaba muerto, Wong y Wolfe recuperaron su memoria completa de él y le dieron una calurosa bienvenida; Wong también se reunió con Imei Chang. Desde entonces, la población en general también ha aprendido que el Doctor Strange todavía está vivo y Strange ha recuperado sus talismanes y libros perdidos. 
Cuando Imei aparentemente fue transformado en un horrible demonio por uno de los enemigos de Strange, Wong esperaba que Strange fuera capaz de ayudarla. Strange estaba teniendo problemas propios en ese momento, y Wong tomó esto como una señal de que Strange no podría ayudar a Imei. Esto resultó en la primera fricción entre el Hechicero Supremo y su viejo amigo. Finalmente, Strange logró redirigir algo de atención a este asunto; la sonda mágica reveló que el demonio solo actuó como Imei. De hecho, descubrió que no era Imei en absoluto, sino solo una construcción que se hizo creer que era y que la verdadera Imei había sido asesinada. Aunque Wong aún no está casado ni tiene hijos, ha declarado que su primogénito seguirá la tradición familiar de servir a un místico dedicado al bien. 
El padre de Wong es Hamir el Ermitaño, el antiguo ayuda de cámara del mentor del Doctor Strange, el Anciano. Hamir todavía tiende al monasterio tibetano como el sucesor espiritual del Anciano (mientras que el Dr. Strange fue el sucesor místico del Anciano).
Wong viajó a Estados Unidos para servir como guardaespaldas y ayuda de cámara del médico. Él ha servido fielmente al Doctor Strange a través de muchas aventuras, como cuando Strange dirigió a los Defensores, los Defensores Secretos y en parte a través de su liderazgo de los Hijos de la Medianoche. 
Wong casi pierde la vida cuando fue secuestrado y mutilado por un brutal hechicero alienígena. Wong fue una de las pocas entidades externas involucradas en el incidente del Guantelete del Infinito, aunque inicialmente lo percibe como un sueño o visión problemática. 

### Romances y relaciones
Sara Wolfe, vecina de Strange y vieja amiga, entra en la vida de Wong. Antiguos demonios llamados 'Eye Killers' asesinan al novio de Wolfe, Douglas Royce. Extraño más tarde se encuentra con los monstruos en la batalla. Wolfe eventualmente se convierte en la secretaria de Strange y se involucra románticamente con Wong.
Wong también ha estado involucrado sentimentalmente con Imei, una mujer comprometida con él cuando era mucho más joven. Después de muchas aventuras con Wong y el Dr. Strange, Imei perece, asesinada por la Hermana Nil. Esto sucede durante una batalla difícil cuando Strange se enfrenta a la opción de salvar a Imei o salvar a muchos otros. Él no eligió a Imei. Este incidente hace que Wong se vuelva mentalmente desquiciado. Durante un tiempo él opera como un firme oponente de Strange, incluso aquellos que podrían ser Extraños, ya que por algún tiempo Stephen operó bajo múltiples identidades. Wong, aliándose con lo que él creía que era Imei, secuestró al verdadero Strange para llevarlo a la antigua demonios Salomé. Ella fue derrotada. Los dos finalmente hacen las paces, lo que implica viajar a otra dimensión para que Wong pueda despedirse del verdadero espíritu de Imei. Reestablecen su antigua relación, aunque ahora ambos tratan de tratarse unos a otros como iguales, en lugar de maestro y servidor.

### Nuevos Vengadores
Wong ha sido un personaje secundario en las páginas de Nuevos Vengadores, después de los eventos de "Civil War". Muchos superhéroes que no deseaban registrarse con el gobierno huyeron y Strange les abrió su hogar. Wong se adapta a su servicio y más tarde, el nuevo interés amoroso de Strange, las Night Nurses. Alrededor de esta época, Wong desarrolla cáncer y Strange realiza una búsqueda mágica que resulta en una cura. En este mismo período, Wong está haciendo un viaje de compras en Nueva York en la víspera de Navidad cuando se encuentra con una célula terrorista Hydra que pone en peligro a los civiles. Su coraje al enfrentar a los villanos solo hace que el dragón que odia a los humanos, Fin Fang Foom para ayudar a Wong. Después de que la amenaza se neutraliza, Wong intenta invitar al dragón de regreso al Santuario pero es rechazado.
El Doctor Strange se lesiona después del uso imprudente confeso de magia oscura. Al regresar a casa, los Nuevos Vengadores son atacados por el ejército de supervillanos de Capucha. Cuando el Doctor Strange es atacado y disparado por Capucha, Wong lo derrota. La derrota del ejército de supervillanos daña al Santuario lo suficiente como para que S.H.I.E.L.D. pueda tomar el control. Doctor Strange se va en un viaje por carretera. El paradero de Wong no está claro. Más tarde se muestra que él está en la carrera por el nuevo cargo de Hechicero Supremo, pero los deberes más tarde van a Hermano Voodoo.
Wong resurgió a pedido del Doctor Strange para servir como el ama de llaves de los Nuevos Vengadores. Después de la historia "Fear Itself", múltiples héroes se reorganizan en la Mansión de los Vengadores; Wong está enojado con esto, amenazando al mayordomo JARVIS si el hombre interfiere con su cocina. Wong más tarde se esconde a instancias del Doctor Strange, quien está siendo perseguido por un espíritu asesino. Wong también ayuda a Strange y Deadpool a luchar contra versiones malvadas de presidentes estadounidenses muertos.

### De vuelta a la calle Bleecker
Strange más tarde se restablece en su Calle Bleecker Sanctorum. Wong regresa para proporcionar sus servicios esenciales. Algunos de los cuales, como dice a uno de los pacientes de Strange son "Chef, ama de llaves, instructor de artes marciales, guardián místico y aventurero insaciable". Más tarde se estableció que Wong ha estado guardando una vida secreta de Strange. Para evitar que la magia inestable perjudique al Hechicero Supremo, Wong ha establecido una secta dispuesta de practicantes mágicos que se hacen daño mágico. Strange cree que las magias inestables son neutralizadas por visitas confusas al sótano de su Sanctum Sanctorum.
Durante la historia de "Damnation", el fantasma de los murciélagos parlanchines del Doctor Strange se acercó a Wong para poder ayudar al Doctor Extraño en el momento en que Mephisto estableció Hotel Inferno en Las Vegas. Para ayudar al Doctor Strange, Wong convocó a Blade, Doctor Voodoo, Elsa Bloodstone, Ghost Rider, Iron Fist y Hombre Cosa. Mientras que Wong ha reunido un equipo formado por aquellos a los que ha convocado, fueron dominados por los demonios que merodeaban por Las Vegas. Este ataque separó al fantasma de Wong y Bats del resto. Encontraron la forma de Ghost Rider del Doctor Strange.

## Poderes y habilidades
Wong es un hombre atlético y sin poderes sobrehumanos. Él es un maestro de las artes marciales, habiendo alcanzado la maestría en las artes marciales de Kamar-Taj, y es capaz de incapacitar todo tipo de enemigos terrestres con rapidez y eficiencia. Por otra parte, está bien familiarizado con las artes oscuras como sirviente de Strange. Aunque Wong puede defenderse contra las fuerzas místicas, no tiene poderes mágicos propios, aunque ha realizado hechizos en el pasado, con la ayuda de Strange.

## Otras versiones

### Tierra X
En el futuro distópico de la Tierra X, la forma astral del Dr. Strange ha sido asesinada por Clea. Wong se ocupa del cuerpo de Strange. Sin embargo, el mismo Wong había sido alterado por las Nieblas de Terrigen desatadas en todo el planeta. Esto lo dejó abierto a la manipulación por Mephisto, quien prometió a Wong un mundo que funciona en contra del interés de Strange.

### Marvel Adventures
Jason Wong era amigo de Stephen Strange en sus años universitarios. Strange sufrió una grave crisis mental después de su accidente automovilístico y Wong se convirtió en su cuidador. Después de que varios médicos no pudieron ayudarlo, Wong llevó a Strange a un hombre que él conocía como el 'Antiguo'. Las enfermedades mentales de Strange se curaron lentamente con técnicas rudimentarias de meditación basadas en la magia. En el proceso, Wong y el Anciano se hicieron amigos rápidamente. Más tarde se mudaron a Calle Bleecker Sanctum Sanctorum de Strange, donde a veces disfrutan de sesiones competitivas de videojuegos.

### Marvel Zombies
En Marvel Zombies vs. The Army of Darkness #3, Wong, mientras está solo en el Sanctum, da cobijo al mordido y se convierte en Doctor Druid. A pesar del intento del hombre de controlar su hambre, mata y devora a Wong.

### Temporada uno
Wong se presenta como un discípulo igual, pero testarudo al Anciano. Cuando se entera de varias reliquias capaces de comandar a las poderosas entidades Vishanti, se aventura a salir del monasterio para asegurarlas. Antes y durante esta aventura, él es mentor de Stephen Strange en aspectos de autodefensa y artes mágicas. Aunque está tentado por el vasto poder obtenido por el control de las reliquias, él voluntariamente los abandona.

### Strange (2004-2005)
En esta serie limitada, Wong es presentado como un joven tibetano que quedó mudo después de presenciar la masacre de su familia a la edad de cuatro años. Varios años más tarde, Stephen Strange, un estudiante de medicina voluntario en el Tíbet, arregla su brazo roto y le presta un reloj. Este acto de bondad restaura su habilidad para hablar. Decide viajar a Estados Unidos y estudiar medicina, donde abre una clínica ortopédica bajo el nombre de "Stephen Wong". En algún momento, también se une al Anciano y entrena tanto en artes marciales como mágicas. Después de lesionarse las manos, el Dr. Strange visita su clínica con la esperanza de que pueda restablecer la movilidad completa en sus manos. Allí, Strange descubre que Wong y Clea son guerreros místicos entrenados que sirven al Anciano, trabajando para mantenerlo con vida. Barón Mordo y Dormammu. Después de la derrota de sus enemigos, Wong, inseguro de si es una 'cosa buena', voluntariamente toma el puesto de sirviente de Strange.

### Ultimate Marvel
Wong también hizo varias apariciones en Ultimate Marvel, donde fue de nuevo un sirviente del Dr. Strange, Junior.

## En otros medios

### Televisión
- Wong ocupó un lugar destacado en la película de 1978 hecha para la televisión/serie piloto Dr. Extraño, interpretado por Clyde Kusatsu.
- Wong apareció junto al Doctor Strange en la serie de animada de 1990 Spider-Man con la voz de George Takei. Wong utilizó espadas gemelas que se han mejorado místicamente.
- Wong ha hecho apariciones en The Super Hero Squad Show.

### Películas
- Wong es un mago maestro y mentor de Strange en Doctor Strange: The Sorcerer Supreme con la voz de Paul Nakauchi.[35] Esta versión tiene una cabeza llena de canas, es un maestro hechicero y sirve como mentor del Doctor Strange.

### Universo cinematográfico de Marvel
- Benedict Wong interpreta a Wong en el universo cinematográfico de Marvel:[36]
  - En la película Doctor Strange (2016), es representado como uno de los maestros de Strange más que como un sirviente, así como el bibliotecario de Kamar-Taj. Él no realiza artes marciales, y casi cerece de humor, con esta actitud inexpresiva que sirve como alivio cómico. Él finge confusión cuando Strange intenta hacer chistes sobre la cultura popular (para frustrar su egoísmo), y parece no tener conocimiento de celebridades como Beyoncé pero seguidamente aparece en una escena posterior escuchando a Single Ladies de Beyonce en su iPod. Es asesinado por Kaecilius y sus seguidores en la batalla por el Sanctum de Hong Kong durante el clímax de la película, pero gracias a Strange quién uso el Ojo de Agamotto al retroceder el tiempo, lo trajo de vuelta a la vida, para la lucha contra Kaecilius.
  - Wong aparece en la tercera entrega de Avengers: Infinity War (2018).[37] Después de que Bruce Banner se estrella en el Sanctum Sanctorum y transmite la advertencia sobre Thanos, Wong ayuda al Doctor Strange, Banner, Iron Man y Spider-Man a proteger la Piedra del Tiempo de las fuerzas de Thanos. Cuando Strange es secuestrado por Ebony Maw, Wong regresa al Sanctum Sanctorum para protegerlo, dejando que Banner se contacte con los otros Vengadores.
  - Wong aparece en Avengers: Endgame en 2019.[38] Durante la batalla final contra Thanos y su ejército, Wong, junto con el Doctor Strange, convocan a todos los Vengadores caídos y sus aliados después de que fueron traídos por Bruce Banner con las Gemas del Infinito. Algunas de las personas que el Doctor Strange y Wong convocan son sus compañeros hechiceros. Wong luego ayuda a los Vengadores durante su batalla final contra Thanos y su ejército, terminando con Tony Stark usando las Gemas del Infinito y sacrificándose para derrotar a Thanos. Wong asiste al funeral de Tony.
  - Una versión alternativa de la línea de tiempo de Wong aparece en la serie animada de Disney+ ¿Qué pasaría si...? (2021). Primero aparece en el episodio "¿Qué pasaría si... Doctor Strange pierde su corazón en vez de sus manos?", en el que lanza runas protectoras sobre Doctor Strange para ayudarlo a luchar contra el Doctor Strange Supremo, antes de que se desintegre con su realidad. En el quinto episodio "¿Qué pasaría si... hubiera Zombies?", se encuentra entre los héroes que fueron infectados por el virus cuántico y se convirtieron en zombis. Es asesinado por la Capa de Levitación.
  - Wong regresa en la película de Shang-Chi y la leyenda de los Diez Anillos (2021).[39] Él compite contra la Abominación en una pelea en jaula en Macao, China antes de finalmente conocer a Shang-Chi y lo transporta a él y a su amiga Katy a Kamar-Taj para discutir los Diez Anillos con Carol Danvers y Bruce Banner.
  - Wong aparece en la película de Spider-Man: No Way Home (2021).[40] Ese otoño, Wong se encuentra con Peter Parker en el Santuario, quien vino a consultar con Strange sobre cómo hacer que el mundo olvidara que Quentin Beck reveló la identidad de Parker. Strange propone un hechizo, pero Wong advierte que el hechizo es peligroso. Sin embargo, no intenta detener a Strange, quien insiste en ayudar a Parker, ya que este último ha pasado por muchas cosas, y solo pide que lo dejen fuera mientras regresa a Kamar-Taj.
  - Wong aparece en la película Doctor Strange en el multiverso de la locura (2022).[41][42] Wong ayuda a Strange a luchar contra un pulpo interdimensional que ataca Nueva York y los dos finalmente matan a la criatura mientras salvan a una niña llamada América Chávez, quién les dice que tiene la capacidad de viajar a través del multiverso y que otras criaturas buscan su poder, incluido Stephen Strange de su universo, quien intentó tomar su poder mientras la protegía del pulpo con el que Strange también soñó y él y Strange van a ver el cadáver. Luego de que Strange le cuenta a Wong que Wanda se convirtió en la Bruja Escarlata al ser corrompida por el Darkhold y su intención es matar a Chávez para tomar su poder. Wong y otros hechiceros se preparan para proteger a Kamar-Taj, pero Maximoff ataca y mata a muchos hechiceros, Strange y Chávez escapan dejando a Wong atrás en el cautiverio de Maximoff. Maximoff luego obliga a Wong a llevarla al Monte Wundagore, la fuente del Darkhold. Wong y Chávez, quienes lograron controlar sus poderes para ayudar a Strange, transportan a Maximoff de regreso a la "Tierra-838" y al hogar Maximoff de ese universo, donde se da cuenta de que sus acciones han asustado a Billy y Tommy de ese universo frente a su madre, y aparentemente sacrificándose para hacerlo usando sus poderes para derribar el Monte Wundagore. Wong, Strange y Chávez regresan a la Tierra-616, donde Chávez comienza a entrenar en Kamar-Taj.
  - Wong volverá a interpretar su papel en la serie de acción real de Disney+ She-Hulk: Attorney at Law (2022).[43] En el 2025, Wong se reúne con la abogada Jennifer Walters, que representa a Blonsky para la libertad condicional, después de que se filtraran y publicaran imágenes de la pelea entre la pareja. Wong confirma que sacó a Blonsky de prisión y asiste a su audiencia de libertad condicional como testigo; se marcha después de que un miembro de la junta de libertad condicional afirma que cometió un delito al facilitar la fuga de un prisionero. Más tarde, Wong se entera del mago Donny Blaze, que estaba haciendo un mal uso de la magia que aprendió en Mystic Castle después de que Madisynn King terminara accidentalmente en Kamar-Taj, donde le arruinó un episodio de Los Soprano. Jennifer Walters se alistó como su abogada, donde le dijo que Blaze fue expulsado de Kamar-Taj por uso de poder poco ético al traer barriles de cerveza y un hermano de la fraternidad a Kamar-Taj. Esto lleva a Walters y lidera un caso de cese y desistimiento contra el propietario de Blaze y Mystic Castle, Cornelius P. Willows. Madisynn fue utilizada como testigo para corroborar la afirmación de Wong. La jueza Hanna afirma que se tomará una semana para dar su veredicto mientras Madisynn se va con Wong y Walters mientras estropea otro episodio de Los Soprano. Durante su próximo espectáculo, Blaze convoca accidentalmente a un enjambre de demonios a su espectáculo de magia, lo que hace que Walters y Wong ayuden. Antes de que Walters haga que Wong destierre al demonio final, lo usa para intimidar a Blaze y Willows para que sigan la orden de cese y desistimiento que hacen de mala gana. A la mitad de los créditos, Wong y Madisynn ven juntos This Is Us. Cuando Blonsky es enviado de regreso a prisión, Wong nuevamente lo saca y le permite mudarse a Kamar-Taj.

### Videojuegos
- Wong apareció como un personaje no jugable en el juego Marvel: Ultimate Alliance con la voz de Michael Hagiwara.[35] Se le ve en el Sanctum Sanctorum e incluso solicita a los héroes que encuentren el Ojo de la Reina Sombra en el reino de Mefisto. Tiene un diálogo especial con el Doctor Strange.
- Wong aparece en el juego móvil Marvel Future Fight.[44]
- Wong aparece como un personaje jugable en Marvel Avengers Academy, con la voz de Nicholas Andrew Louie.[45]
- Wong aparece como un personaje jugable en Lego Marvel Super Heroes 2, con la voz de Dan Li.[46] Se le ve en el Sanctum Sanctorum en el momento en que Kang el Conquistador hizo de Manhattan una parte de Chronopolis.
- Wong aparece como personaje jugable en Marvel Contest of Champions.[47]